# Широко Саргашко море
Широко Саргашко море (енгл. Wide Sargasso Sea) је роман доминиканско-британског ауторке Џине Рисе из 1966. Роман служи као постколонијални и феминистички преднаставак романа Шарлоте Бронте Џејн Ејр (1847), описујући позадину брака господина Рочестера са тачке гледишта његове жене Антоанете Косвеј, креолске наследнице. Антоанет Косвеј је Џинина верзија Бронтеове „лујке са тавана”. Антоанетина прича је испричана од времена њене младости на Јамајци, до њеног несрећног брака са енглеским господином Рочестером, који је преименује у Берту, проглашава је лудом, одводи је у Енглеску и изолује од остатка света у његовој вили. Широко Саргаско море истражује моћ односа између мушкараца и жена и расправља о темама расе, карипске историје и асимилације док је Антоанета ухваћена у белом, патријархалном друштву у којем у потпуности не припада ни Европи ни Јамајци.
Након објављивања романа Good Morning, Midnight 1936. године, Џин Рис је имала скромне успехе све до изласка Широког Саргашког мора који је изазвао оживљавање интересовања за списатељицу и сматра се за њеним комерцијално најуспешнијим романом.
Године 2022. роман је уврштена на листу од 70 књига аутора Комонвелта у кампањи „Велики јубилеј за читање”, изабраних за прославу платинастог јубилеја Елизабете II.